# THOC1
La subunidad 1 del complejo THO (THOC1) es una proteína codificada en humanos por el gen THOC1.
La proteína THOC1 forma pate del complejo TREX, implicado en procesos de transcripción/exportación del ARN, que incluye otras proteínas como TEX1, THO2, ALY y UAP56.

## Interacciones
La proteína THOC1 ha demostrado ser capaz de interaccionar con:
- Proteína del retinoblastoma[3]